# Russendisko
Russendisko bezeichnet einen Musikstil der Neuen Volksmusik, der traditionelle Elemente russischer Folklore mit modernen musikalischen Elementen verbindet.

## Begriffsgeschichte
Ursprünglich war „Russendisko“ ein umgangssprachlicher Begriff für Tanzlokale (Diskotheken), deren Besucher überwiegend Russen sind oder aus Russland oder der früheren UdSSR stammen. Der Begriff aus der russischen Kultur in Deutschland hatte zunächst eine abwertende Bedeutung.
Der Journalist und Autor Wladimir Kaminer, selbst Migrant, hat durch seine Projekte und Veröffentlichungen ein positiv besetztes Event und eine ganze Musikrichtung entstehen lassen. Im Jahr 2000 veröffentlichte Kaminer einen Band mit Kurzgeschichten unter dem Titel Russendisko. Die Geschichten schilderten seine Emigration aus Russland, seine Anfangsjahre in Berlin wie auch den Versuch anderer Einwanderer, in der deutschen Gesellschaft zurechtzukommen. An den erfolgreichen Titel anknüpfend, initiierte Kaminer gemeinsam mit Yuriy Gurzhy (der auch in der Musikgruppe RotFront aktiv ist) im Berliner Kaffee Burger eine sehr erfolgreiche regelmäßige Tanzveranstaltung unter diesem Titel. Dabei stellen sie unterschiedlichste Musik von Bands aus Nachfolgestaaten der Sowjetunion vor, die in Westeuropa weitgehend unbekannt sind. Gelegentlich ist Kaminers und Gurzhys Veranstaltung auch außerhalb Berlins zu Gast.

## Musikstil
Kaminer und Gurzhy moderierten gemeinsam beim Berliner Radio Multikulti am zweiten Samstag im Monat die Sendung Russendisko Club. Die Sendung sorgte gemeinsam mit der Veranstaltungsreihe für die Verbreitung des entsprechenden Musikstils.
Ergänzt wird die Reihe durch eine gleichnamige, im Jahr 2003 bei Trikont erschienene Compilation russischer und ukrainischer Bands namens Russendisko-Hits, die auch international Beachtung findet. Das beim selben Label erschienene Nachfolgealbum nennt sich Russensoul, es folgte eine weitere Fortsetzung von Russendisko-Hits.

## Diskografie
- 2003: Russendisko Hits (Trikont / Indigo)
- 2004: Russensoul (Trikont / Indigo)
- 2004: Russendisko Hits 2 – Russendisko (BuschFunk)
- 2008: Russendisko – Ukraine Do Amerika (Russendisko Records)
- 2013: Die Lieblingslieder der deutschen Taxifahrer (GMO)